# Reutlingen
Reutlingen (pronunciación en alemán: /ˈʁɔɪ̯tlɪŋən/ⓘ) es una ciudad de Alemania, capital del Distrito de Reutlingen en el estado federado de Baden-Wurtemberg, con una población que supera los 100.000 habitantes. Es sede de importantes empresas, como Benz, y posee un importante centro universitario que alberga estudiantes de varias nacionalidades, lo cual la convierte en una ciudad multicultural.

## Geografía
Reutlingen se encuentra a unos 35 km (22 millas) al sur de la capital del Estado de Baden-Württemberg, Stuttgart. Se encuentra en el suroeste de Alemania, justo al lado de la Jura de Suabia. El río Echaz, un afluente del río Neckar, fluye a través del centro de la ciudad.
Junto a la antigua ciudad universitaria de Tübingen (a unos 15 km (9,3 millas) al oeste), Reutlingen es el centro de la región de Neckar-Alb.

## Historia
Los primeros asentamientos en la zona datan del siglo IV d. C. o 5 d. C. Alrededor del año 1030 el conde Egino comenzó a construir un castillo en la parte superior de la Achalm, una de las montañas más grandes del Reutlingen de unos 706 m de altura. Una de las torres de este castillo fue reconstruida en el siglo XIX d. C., y está abierta a los visitantes. El nombre de Reutlingen fue mencionado por primera vez por escrito en el llamado Tratado de Bempflingen (en alemán: Bempflinger Vertrag) que se fecha aproximadamente de los años 1089-1090.
Alrededor de 1180, Reutlingen recibió los derechos de mercado y entre 1220 y 1240 fue promovido a la categoría de ciudad construyéndose entonces las murallas de la ciudad y sus fortificaciones. Poco después, a partir de 1247-1343, el símbolo de la ciudad, la Iglesia de Santa María (en alemán: Marienkirche) fue construida.
En 1377 Reutlingen fue el escenario de una victoria por la Liga de Suabia, formada en el año anterior por 14 ciudades de Suabia, encabezadas por Ulm, por el conde de Württemberg. En 1519, la Liga de Suabia llegó a la ayuda de Reutlingen cuando Ulrich, duque de Württemberg intentó apoderarse de la ciudad; la Liga dio un golpe fulminante, conquistando Württemberg y vendiéndola a Carlos V.
Como resultado de estas luchas, Reutlingen se convirtió en una ciudad imperial libre del Sacro Imperio Romano, libre de lealtad al duque de Württemberg. En 1530, el ayuntamiento de Reutlingen firmó la Confesión de Augsburgo, y en 1580 la Fórmula de la Concordia, documentos clave del luteranismo. En 1803, a raíz de las guerras revolucionarias francesas, Reutlingen perdió su independencia en la Mediatización y Secularización alemana, siendo devuelta a Württemberg.

## Gente notable
- Ferdinand Heim
- Friedrich Schlotterbeck, socialista y autor
- Friedrich List, economista alemán y estadounidense
- Martin Hengel, historiador
- Helmuth Naumer, artista
- Ernst Messerschmid, astronauta

## Transporte
Los autobuses urbanos son administrados por RVS (Reutlinger Stadtverkehr).

## Ciudades hermanas
Reutlingen está hermanada con:
- Aarau, Suiza, desde 1986
- Bouaké, Costa de Marfil, desde 1970
- Dusambé, Tayikistán, desde 1990
- Ellesmere Port and Neston, RU, desde 1966
- Pirna, Alemania
- Reading, Pensilvania, Estados Unidos, desde 1998
- Roanne, Francia, desde 1958
- Szolnok, Hungría, desde 1990
- Sussex, Wisconsin, Estados Unidos, desde 2012

## Galería de imágenes

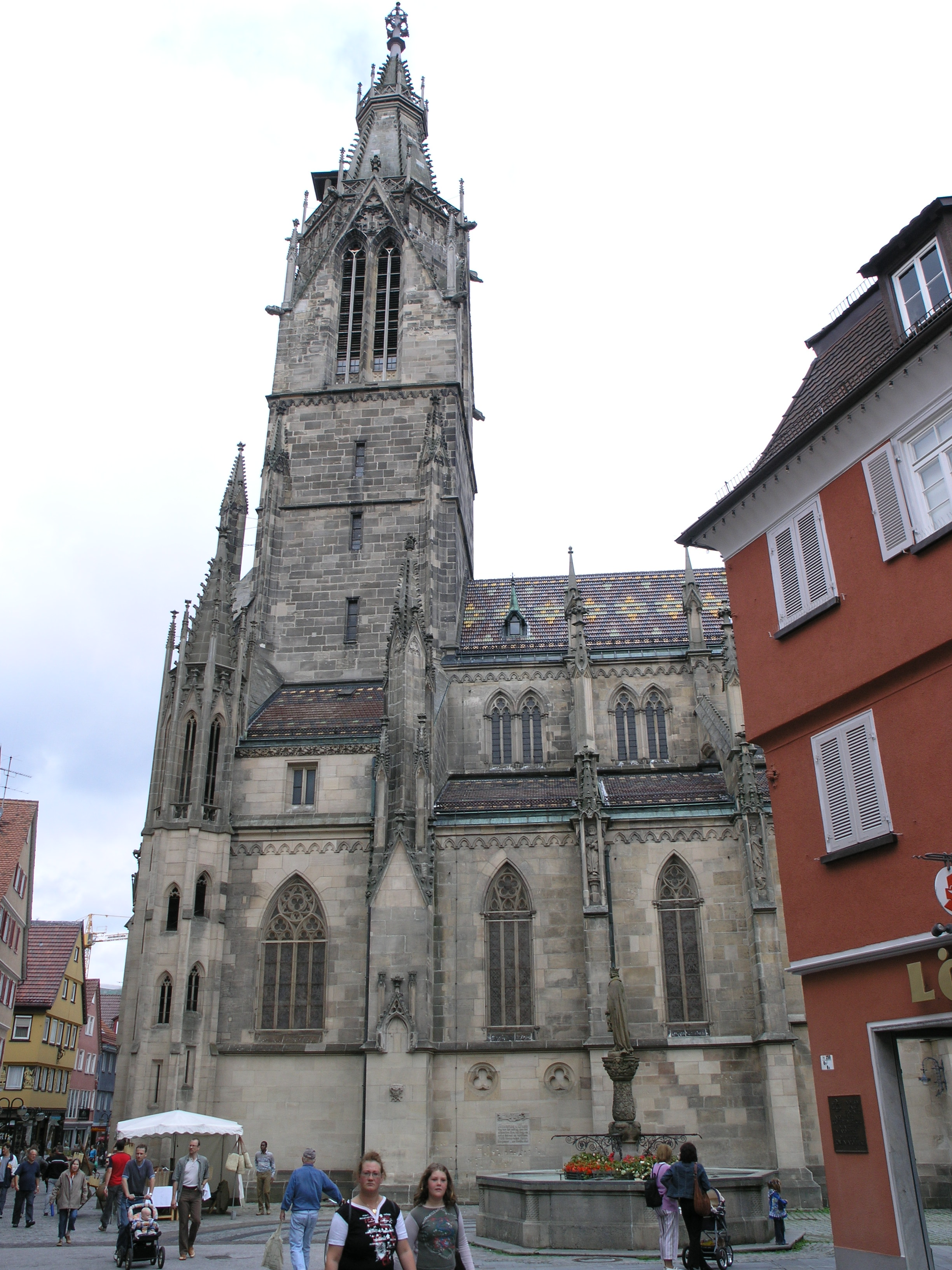
Iglesia en Reutlingen
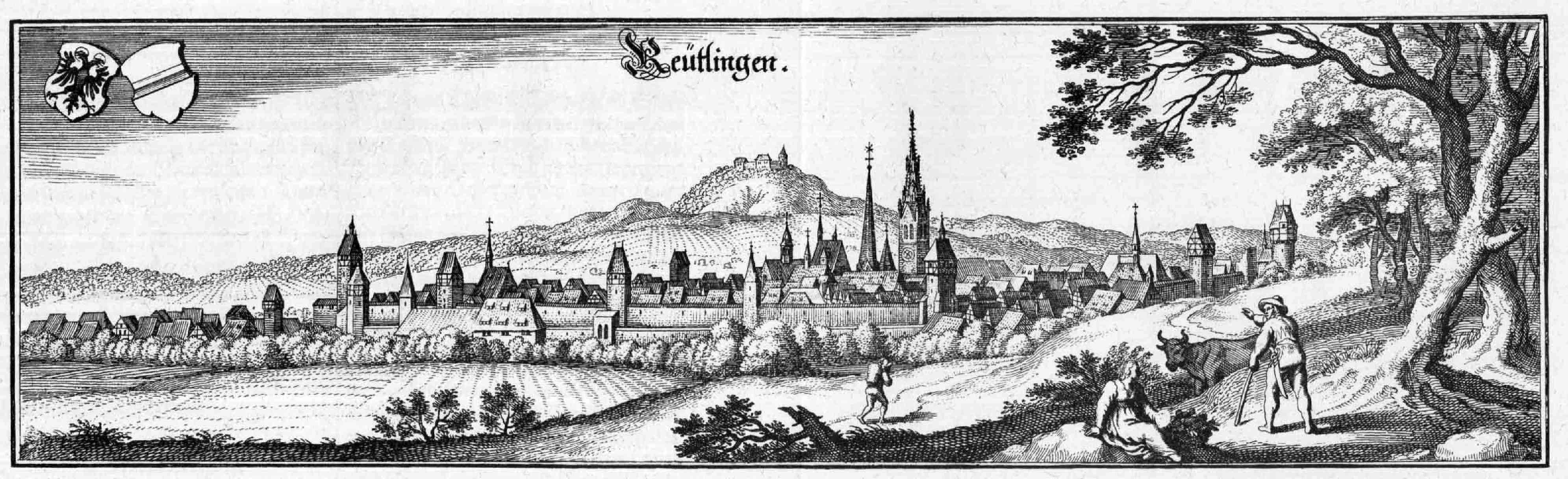
Dibujo de Reütlingen Topographia Sueviae (Suabia), publicada en 1643 por Matthäus Merian
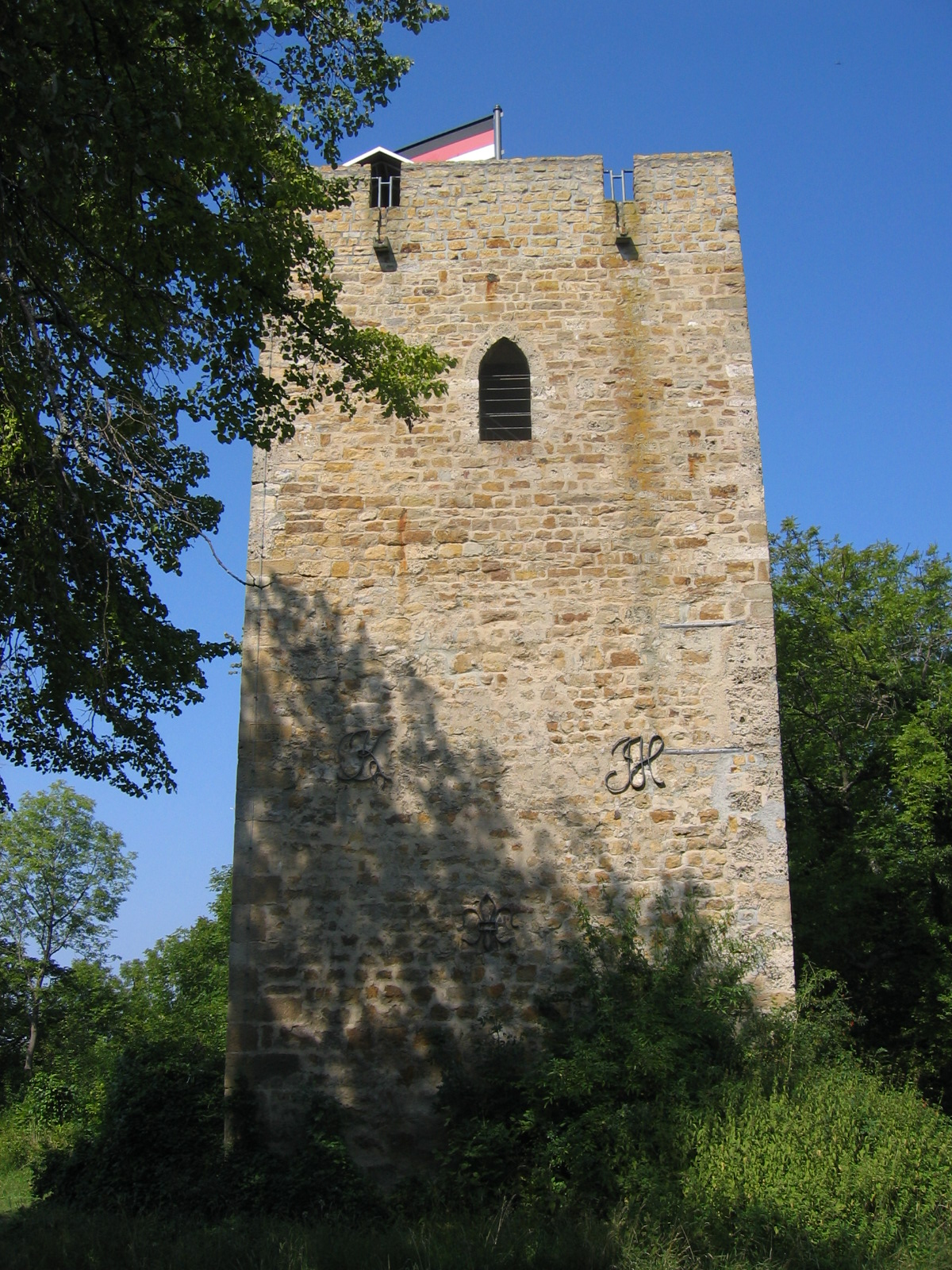
Torre de Achalm
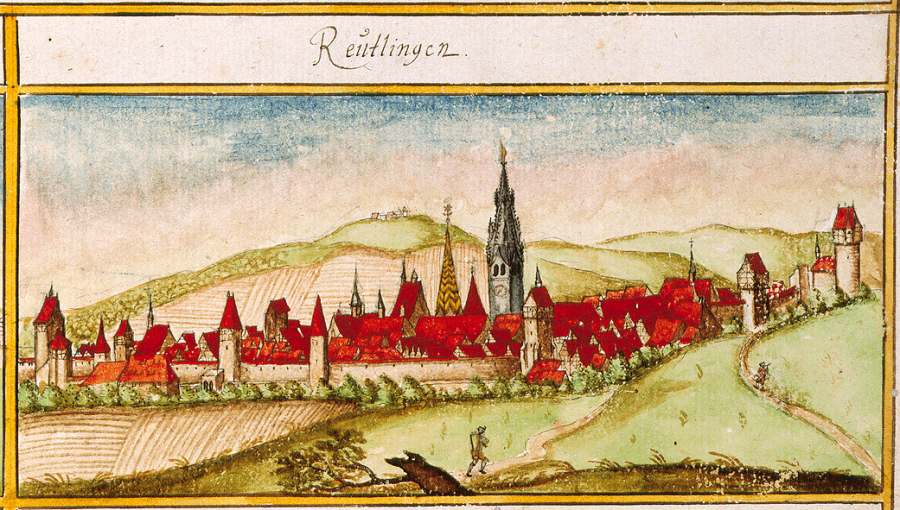
Vista de Reutlingen desde el bosque por Andreas Kieser
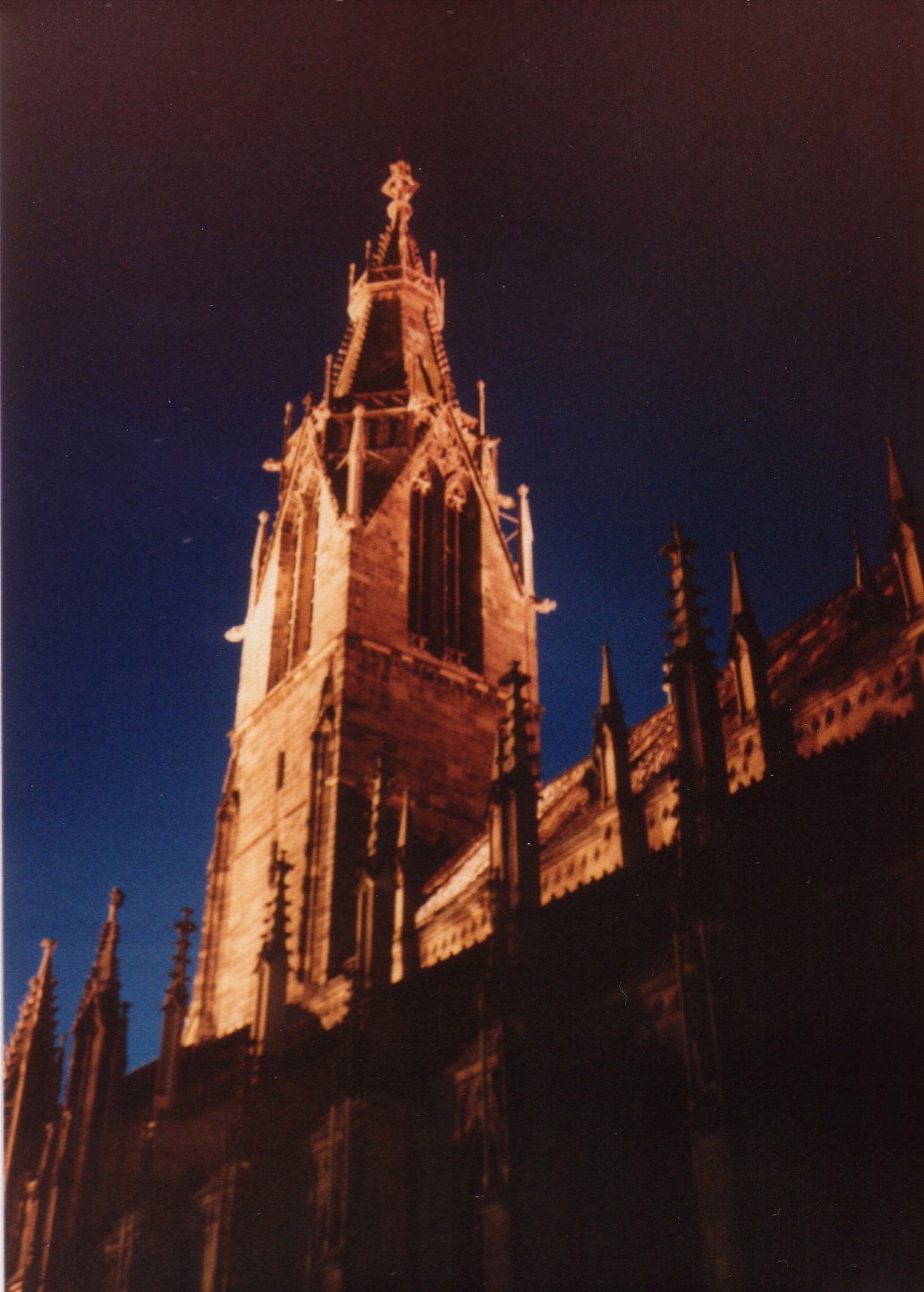
Catedral de estilo gótico (Marienkirche) por la noche